# Nørrebro

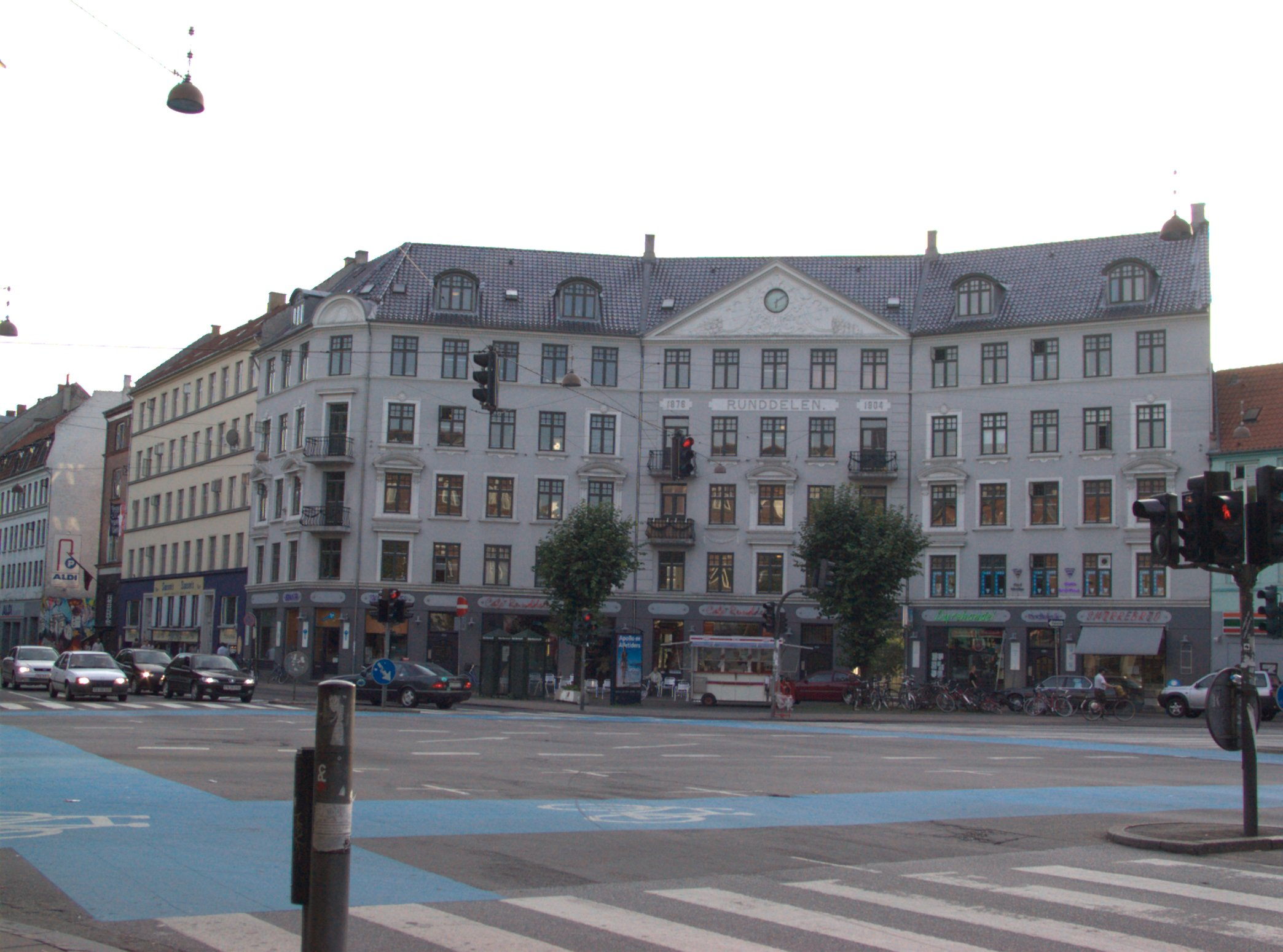
Gatukorsningen Nørrebros Runddel från nordost; till vänster skymtar det nu rivna Ungdomshuset.

Nørrebro är en stadsdel i Köpenhamn, bortom bandet med småsjöar (Søerne). Nørrebro har 74 129 invånare (2011) och är en av de stadsdelar som gemensamt går under namnet Brokvartererne. Befolkningen växte mycket snabbt under senare hälften av 1800-talet – 1901 var invånarantalet i stadsdelen 105 000.[källa behövs]
Huvudgatan i Nørrebro heter Nørrebrogade och är en av Köpenhamns livligaste affärsgator. Den är till stor del, liksom Vesterbrogade på Vesterbro, präglad av butiker och restauranger ägda av personer med utländsk bakgrund.
På Nørrebro finns även Assistens Kirkegård, samt nöjeskvarteret kring Sankt Hans Torv. Sankt Hans Torv är Nørrebros hjärta och här ligger bland annat spelstället och utestället Rust. Ungdomshuset låg på Jagtvej 69 på Nørrebro, mittemot Assistens Kirkegård.

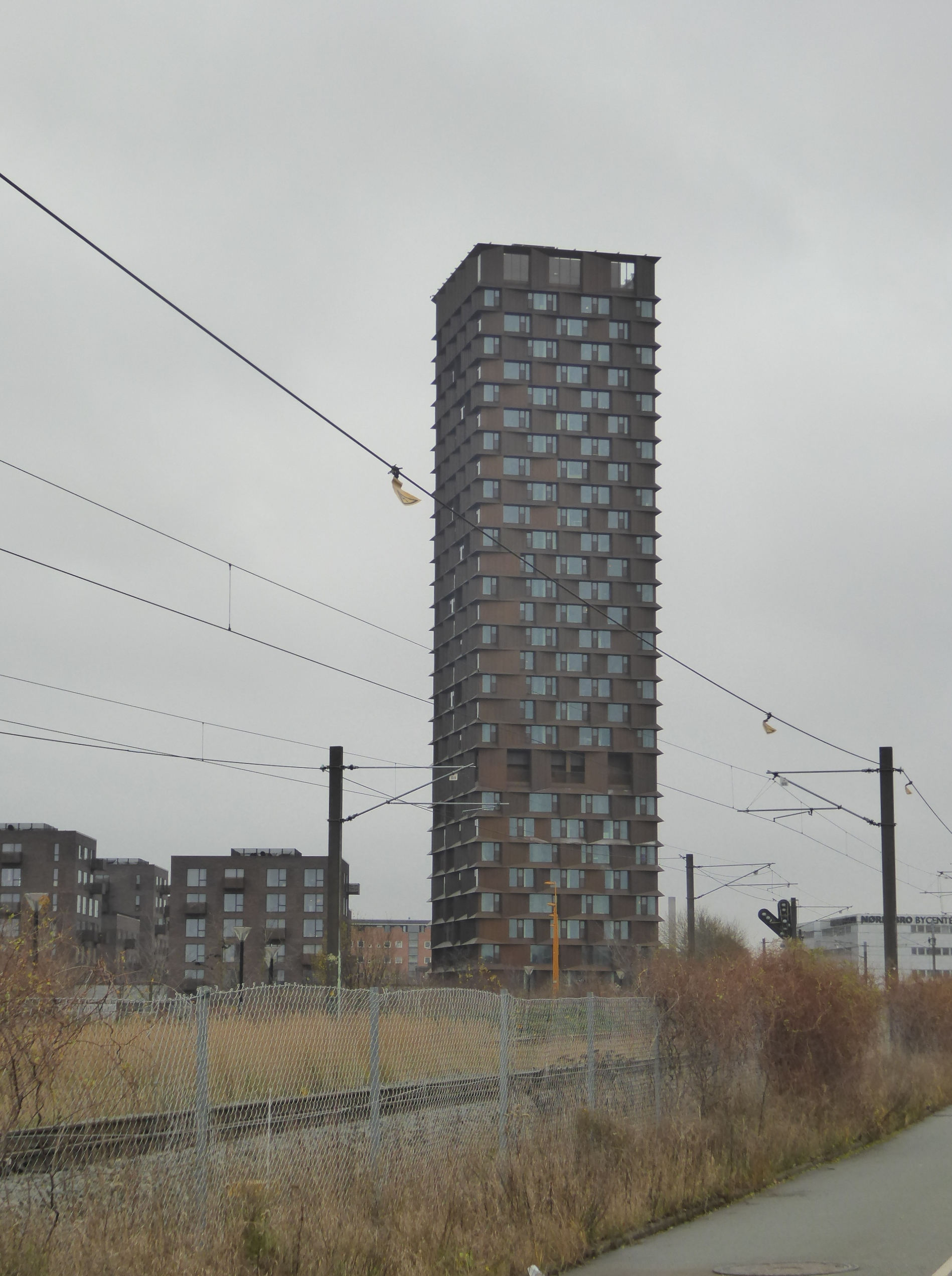
Nordbro skyskrapa 100 m
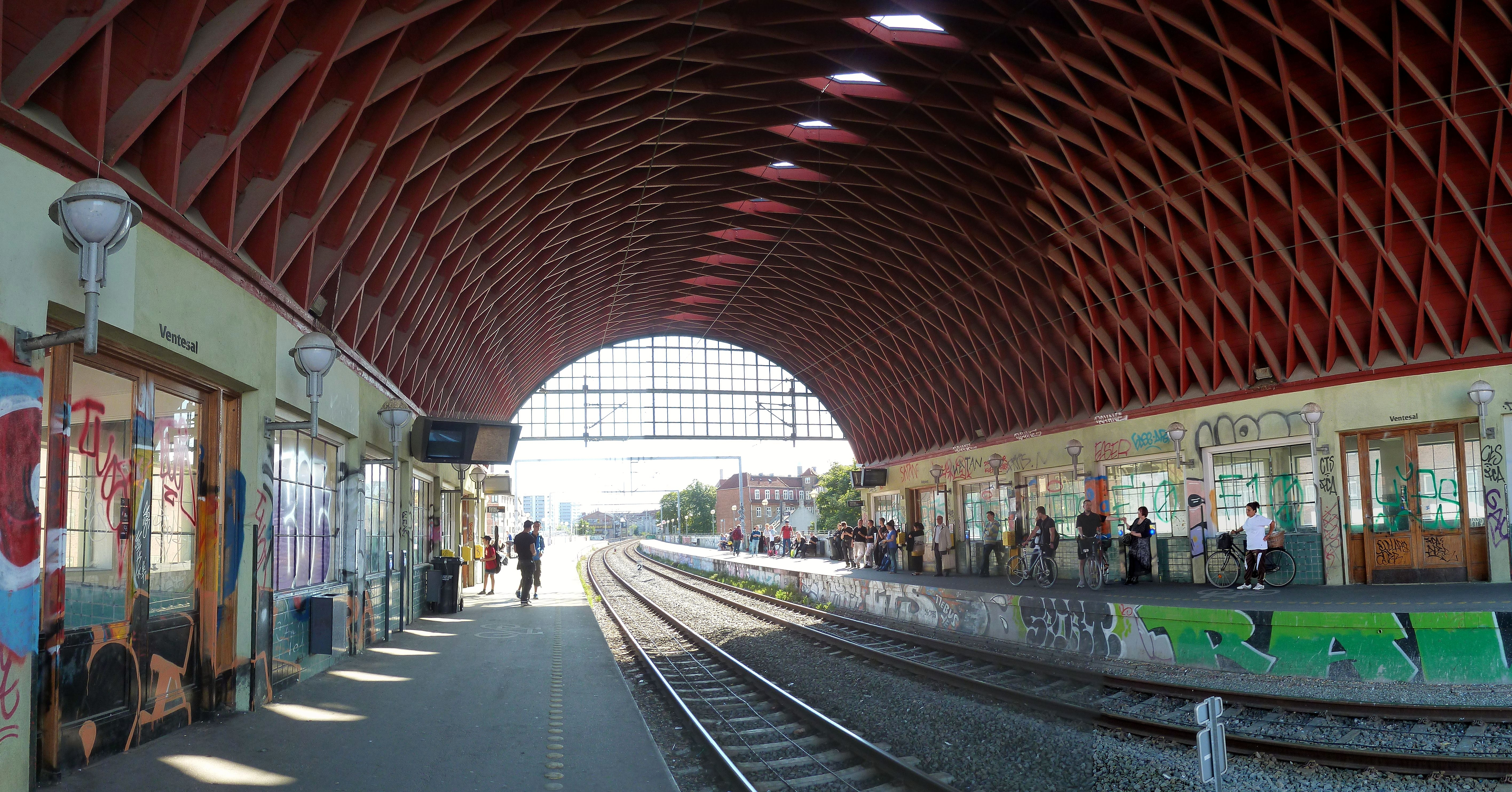
Nørrebro station

## Transport
- Nørrebro station (S-tåg, metro)
- Skjolds Plads (metro)
- Nuuks Plads (metro)
- Nørrebros Runddel (metro)
- Grønne cykelruter